# Flasu
Flasu (gr. Φλάσου) – wieś w Republice Cypryjskiej, w dystrykcie Nikozja. W 2011 roku liczyła 240 mieszkańców.